# Institut Jueu per Afers de Seguretat Nacional
El Institut Jueu per Afers de Seguretat Nacional (en anglès: Jewish Institute for National Security Affairs) (JINSA) és un think tank jueu dels Estats Units fundat en 1976 i de ideologia neoconservadora.
L'organització es dedica a educar a membres del Congrés dels Estats Units, militars i funcionaris civils, implicats en la presa de decisions en els afers que estan relacionats amb la seguretat i la defensa nacional dels Estats Units, així com els seus interessos estratègics en el món i en particular en la regió de l'Orient Mitjà.
La pedra angular de la política exterior estatunidenca, tradicionalment ha estat una ferma col·laboració entre els EUA i l'Estat d'Israel. L'organització creu que una postura forta dels EUA en matèria de seguretat i defensa nacional és la millor garantia de pau i estabilitat econòmica per a la regió.